# Monsagro
Monsagro – gmina w Hiszpanii, w prowincji Salamanka, w Kastylii i León, o powierzchni 48,11 km². W 2011 roku gmina liczyła 162 mieszkańców.